# Arthur Laing Bridge
Pour les articles homonymes, voir Arthur Laing et Laing.
L'Arthur Laing Bridge est un pont à poutres routier canadien reliant Vancouver à Richmond, en Colombie-Britannique. Ouvert en août 1975, ce pont à poutres franchit le fleuve Fraser.